# Engine Sentai Go-onger
Engine Sentai Go-onger (炎神戦隊ゴーオンジャー Enjin Sentai Gōonjā?) este varianta japoneză a serialului american Power Rangers RPM.

## Personaje
- Sousuke este ranger-ul roșu. El a asistat la concursuri care au legătură cu mașinile de curse.
- Ren este ranger-ul albastru. El pregătește masa echipei. El a fost unul dintre  spectatori la unul dintre concursurile lui Sousuke.
- Saki este ranger-ul galben. Ea este întodeauna veselă. Ea face parte din grupul numit G3 princess.Ea a fost vânzătoarea de alune la unul dintre cursele lui Sousuke.
- Hanto este ranger-ul verde. El este un prieten bun cu Gunpei.
- Gunpei este ranger-ul negru. El este prieten bun cu Hanto.
- Hiroto este ranger-ul auriu. El este fratele mai mare a lui Miu.
- Miu este ranger-ul argintiu. Ea este sora mai mică al lui Hiroto. Ea face parte din G3 princess.